# Ray 15th Anniversary Expanded Edition (álbum de L'Arc~en~Ciel)
ray fue lanzado el 1 de julio de 1999 junto con otro disco titulado ark. Ambos superaron los dos millones de copias vendidas, ocupando el primer y segundo puesto del ranking y comercializándose simultáneamente en 7 países de Asia. 
Con motivo de sus quince años como banda ambos álbumes vuelven a editarse en 2006 con un DVD inédito que incluye actuaciones en televisión, entrevistas y los making of de sus videoclips.

## Lista de canciones
| #   | Título                   | Compuesta por:                                                                         |
| --- | ------------------------ | -------------------------------------------------------------------------------------- |
| 1.  | Shi no Hai               | hyde (letra) tetsu (música) L'Arc~en~Ciel y Hajime Okano (arreglos)                    |
| 2.  | It's the end             | hyde (letra) ken (música) L'Arc~en~Ciel y Hajime Okano (arreglos)                      |
| 3.  | HONEY                    | hyde (letra y música) L'Arc~en~Ciel y Hajime Okano (arreglos)                          |
| 4.  | Sell my Soul             | hyde (letra y música) L'Arc~en~Ciel y Hajime Okano (arreglos)                          |
| 5.  | snow drop [ray mix]      | hyde (letra) tetsu (música) L'Arc~en~Ciel y Hajime Okano (arreglos) *Versión del álbum |
| 6.  | L'heure                  | yukihiro (letra y música) L'Arc~en~Ciel y Hajime Okano (arreglos)                      |
| 7.  | Kasou                    | hyde (letra) ken (música) L'Arc~en~Ciel y Hajime Okano (arreglos)                      |
| 8.  | Shinshoku -lose control- | hyde (letra) ken (música) L'Arc~en~Ciel y Hajime Okano (arreglos)                      |
| 9.  | trick                    | yukihiro (letra y música) L'Arc~en~Ciel y Hajime Okano (arreglos)                      |
| 10. | Ibara no namida          | hyde (letra y música) L'Arc~en~Ciel y Hajime Okano (arreglos)                          |
| 11. | the silver shining       | hyde (letra) ken (música) L'Arc~en~Ciel y Hajime Okano (arreglos)                      |

## DVD
| #   | Título                                               |
| --- | ---------------------------------------------------- |
| 1.  | recollection1                                        |
| 2.  | making of the "HONEY" music video                    |
| 3.  | Shi no Hai @ London Hearts (1999.07.04 O.A.)         |
| 4.  | recollection2                                        |
| 5.  | Sell my Soul @ London Hearts (1999.06.06 O.A.)       |
| 6.  | making of the "snow drop" music video                |
| 7.  | recollection3                                        |
| 8.  | making of the "Shinshoku -lose control-" music video |
| 9.  | recollection4                                        |
| 10. | documentary on "1999 GRAND CROSS TOUR" (1999.08.22)  |

## Vídeos promocionales
- L'Arc~en~Ciel - Shinshoku -lose control-
- L'Arc~en~Ciel - HONEY
- L'Arc~en~Ciel - Kasou
- L'Arc~en~Ciel - snow drop

- Datos: Q9066769